# Raddoppiamento (linguistica)

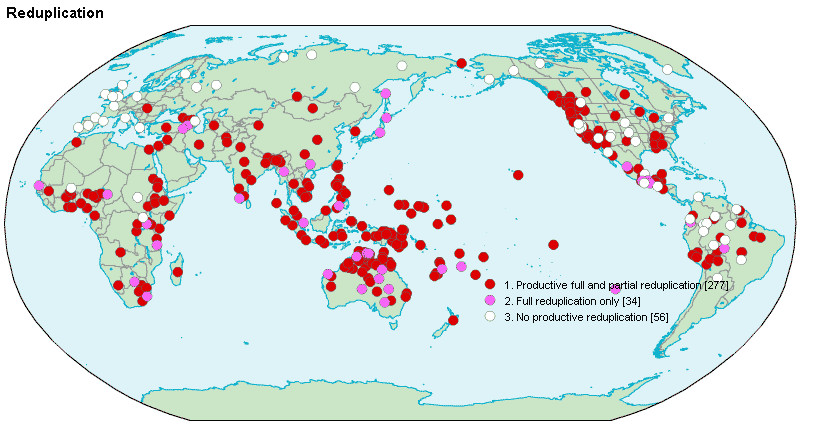
Lingue del mondo che presentano raddoppiamento.

In linguistica, il raddoppiamento è il processo morfologico che permette di esprimere, mediante la ripetizione completa o parziale di una parola o di uno dei suoi morfemi, un tratto grammaticale, come il plurale o l'intensificazione, oppure di creare nuove parole per derivazione.

## Descrizione
Il raddoppiamento può essere totale o parziale:
- il raddoppiamento totale consiste nella ripetizione íntegrale di una unità lessicale. Come espediente espressivo esiste praticamente in tutte le lingue. In italiano, per esempio, in espressioni come guarda guarda chi sta arrivando!, o forte forte per dire molto forte, in spagnolo, si usa dire cómetelo todo todo per significare 'mangialo completamente'.

Un buon numero di lingue usano il raddoppiamento come normale meccanismo grammaticale per la formazione del plurale nei sostantivi, negli aggettivi e nei verbi per amplificarne il significato, nei verbi frequentativi, ecc. Questo tipo di raddoppiamento, concettualmente semplice, è però meno frequente di quello parziale.
- il raddoppiamento parziale consiste nella ripetizione di un segmento della parola o di una parte della stessa, normalmente la prima sillaba o la parte iniziale della parola. Questo tipo di raddoppiamento è piuttosto frequente in molte lingue del mondo, esempio tipico nel latino.

### Significato
Nei sostantivi il raddoppiamento totale o parziale è associato alla formazione del plurale. 
- In indonesiano il raddoppiamento totale è la forma regolare della formazione del plurale: orang 'persona' > orang-orang 'persone, gente' (però in presenza di numerale non esiste raddoppiamento seribu orang 'mille persone').
- diverse lingue uto-azteche del Messico usano il raddoppiamento parziale della prima sillaba come forma regolare per la formazione del plurale: ad es. nella lingua o'odham[2] baana 'un coyote' > babaana 'molti coyote'; nella lingua guarijío e nella lingua tarahumara[3]. Anche altre lingue uto-azteche, che formano normalmente il plurale mediante suffisso, come il nahuatl, conservano resti dell'antico raddoppiamento come forma plurale: coyōtl 'un coyote' > cōcoyoh 'molti coyote' e conētl 'bambino' > cōconēh 'bambini'.[4]

Nei verbi il raddoppiamento può riferirsi ad un'azione ripetuta o abituale (frequentativo) o può indicare una maggior intensità nell'azione (intensivo). In alcune lingue il raddoppiamento parziale dei verbi serve per marcare alcuni tempi verbali.

## Lingue con raddoppiamento
- In alcune lingue maleo-polinesiache come il tagalog o l'indonesiano esiste il raddoppiamento totale per formare il plurale.
- La maggior parte delle lingue uto-azteche conservano segnali di raddoppiamento parziale nella formazione del plurale.
- In latino alcuni verbi della seconda e terza coniugazione subiscono un raddoppiamento parziale nella formazione del tema perfetto (cecĭdi, cecĭni, constiti, credidi, didĭci, fefelli, momordi, peperci, pepŭli, pependi, tetĭgi, tetendi), riconducibile ad un meccanismo protoindoeuropeo di perfetto a raddoppiamento, processo morfologico per sottolineare l'aspetto perfettivo e ormai sopravvissuto in latino in forme fossilizzate e relitti.
- La lingua greca antica ha il raddoppiamento come caratteristica del tempo perfetto (con vocale di timbro e) e talvolta nel tempo presente (con vocale di timbro i): presente γράφει 'scrive' > perfetto γέγραπται 'è stato scritto'; presente γιγνώσκω 'io conosco' > aoristo ἔγνων 'io conobbi'
- Le lingue tai-kadai nonostante il loro carattere di lingue isolanti usano il raddoppiamento totale come intensivante: dii 'buono' / díi-dii 'molto buono' o come azione ripetuta: sanuk 'divertirsi'/sànuk-sanâan continuare a divertirsi' / .[5]
- Il cinese usa il raddoppiamento come intensivante: hóng 'rosso' / hóng hóng 'rosso intenso' epàng 'grasso' / pàng pàng 'molto grasso'.[6]
- La lingua dei segni italiana usa il raddoppiamento per la creazione del plurale di alcuni nomi. Esso può essere totale, raddoppiando l'intera parola, oppure parziale allungando, ad esempio, un tratto del parametro del movimento. Il raddoppiamento è usato anche nei verbi della LIS per veicolare la ripetitività di un evento o di un'azione.

### Sistema nominale
Benché sia soprattutto presente nel sistema verbale, il raddoppiamento interviene anche in quello nominale.

#### La ruota
La parola ruota, dalla radice indoeuropea, *kʷel-, «girare», si ritrova in parecchie lingue della famiglia (in greco: πέλ-ομαι pél-omai, in sanscrito cár-ati, in latino col-ō, etc.) ed è spesso formato per raddoppiamento. Nelle lingue indoeuropee citate, il timbro della vocale del raddoppiamento è sovente secondario: 
- indoeuropeo: *kʷe-kʷl-(o-) ;
- greco: κύ-κλ-ος kú-kl-os ;
- sanscrito: ca-kr-á- ;
- avestico : ča-xr-a ;
- antico inglese : hwēol, da cui l'inglese wheel;
- tocario A: ku-käl e B: ko-kal-e (nel senso di «vettura») ;
- lituano : kã-kl-as (nel senso di «collo»).

Questa parola è attestata anche senza raddoppiamento (antico slavo kol-o, ad es.).

#### Castoro
Il termine castoro deriva da un raddoppiamento: 
- indoeuropeo: *bʰé-bʰr- ;
- sanscrito: ba-bhr-ú- (bʰ raddoppiamento in b in ragione della legge di Grassmann) ;
- lituano: be-br-ùs e bẽ-br-as ;
- gallico : be-br-īnus ;
- cornico : be-fer ;
- russo : бо-бр bo-br (raddoppiamento in /o/) ;
- latino: fe-ber (attestato soltanto in Varrone) e fi-ber (raddoppiamento in /i/) ;
- antico slavo: bĭ-br-ŭ (raddoppiamento in /i/) ;
- antico inglese: beo-for, da cui l'inglese bea-ver (in antico inglese f intervocalico si legge /v/ e /b/ diviene regolarmente /v/ in questa posizione).